# Kendall Rhine
Kendall Lee Rhine (Eldorado, 13 febbraio 1943 – 16 marzo 2022) è stato un cestista statunitense, professionista nella ABA.

## Carriera
Venne selezionato dai St. Louis Hawks all'ottavo giro del Draft NBA 1964 (67ª scelta assoluta).
Con gli Stati Uniti disputò i Campionati mondiali del 1967 e i Giochi panamericani di Winnipeg 1967.